# Volby do Národní rady Slovenské republiky
Volby do Národní rady Slovenské republiky jsou volby poslanců do nejvyššího slovenského zákonodárného sboru. Volby jsou všeobecné, přímé, rovné a tajné. Konají se jednou za čtyři roky v jeden den (v sobotu). Ve volbách občané volí 150 členů– zástupců politických stran (poslanců), kteří jsou voleni poměrným volebním systémem v rámci jednoho volebního obvodu (celé Slovensko).

## Organizace
Volební systém pro tyto volby je definován v Ústavě Slovenské republiky v čl. 30 odst. 3 a v zákoně č. 180/2014 Z.z. o volbách do Národní rady Slovenské republiky.
Volební práh pro vstup strany do parlamentu je 5 % z celkového počtu platných hlasů odevzdaných ve volbách. Pro koalici dvou nebo tří politických stran je to 7 %, pro koalici čtyř a více politických stran 10 %. V případě, že žádný politický subjekt tuto hranici nesplní, sníží se tato hranice z 5 % na 4 %, ze 7 % na 6 % a z 10 % na 9 % tak, aby při následném sčítání výsledků voleb a rozdělování mandátů mohly být zohledněny alespoň dva kandidující politické subjekty.
Volby jsou tajné. Nevidomí voliči však musí využívat asistenty, protože volební lístky pro ně nejsou uzpůsobeny. Ze zákona mají na asistenci právo.